# Glycine transaminase
La glycine transaminase, jadis appelée glutamate-glyoxylate aminotransférase, est une transaminase qui catalyse la réaction :
glyoxylate + L-glutamate  {\displaystyle \rightleftharpoons }  glycine + α-cétoglutarate.
Cette enzyme intervient notamment chez les plantes au sein des peroxysomes dans le cadre de la photorespiration.